# Френкель, Павел Андреевич
Павел Андреевич Френкель (1904, Москва — ?) — глава комитета 1-го лагерного отделения во время Норильского восстания.

## Биография
Родился в русской семье рабочих. Получил среднее образование, работал механиком, беспартийный.
В январе 1942 осуждён на 10 лет ИТЛ по статье 58-10 УК РСФСР. В июне 1942 осуждён на 10 лет ИТЛ по статье 58-10 части 2-й УК РСФСР. В 1943 осуждён на 25 лет ИТЛ и 5 лет лишения политических прав по статье 19 (недонесение), 58-2 и 58-11 УК РСФСР. Срок отбывал в Горлаге. Арестован 16 июля 1949, осуждён 28 сентября 1949 специальным лагерным судом ИТЛ МВД Красноярского края к 25 годам ИТЛ и 5 годам поражения в правах. 
3 июня 1953 по предложению заключённых возглавил комитет 1-го лагерного отделения и руководил забастовкой. Через 2 дня в 1-м лагерном отделении на расширенном заседании комитета, с приглашением представителей каждого барака и даже секции, заключённые обсуждали поправки Френкеля к документу “Почему мы бастуем” и принимали текст обращения в Президиум Верховного Совета СССР (копия — министру внутренних дел СССР). 8 июня участвовал в переговорах с администрацией. 10 июня П. А. Френкель созвал комитет, после чего общим решением предложена голодовка. 13 июня арестован среди прочих лидеров забастовки. 22 июня арестованному Френкелю предъявляются документы “Почему мы бастуем”, письма в Президиум Верховного Совета СССР, в ЦК КПСС и другие, переданные лагерниками в московскую комиссию, а попавшие в руки следствия. 27 августа лидеры забастовки привезены во внутреннюю тюрьму МВД в Красноярске.
Реабилитирован 8 мая 1956.